# Escola Profissional Agrícola Conde de São Bento

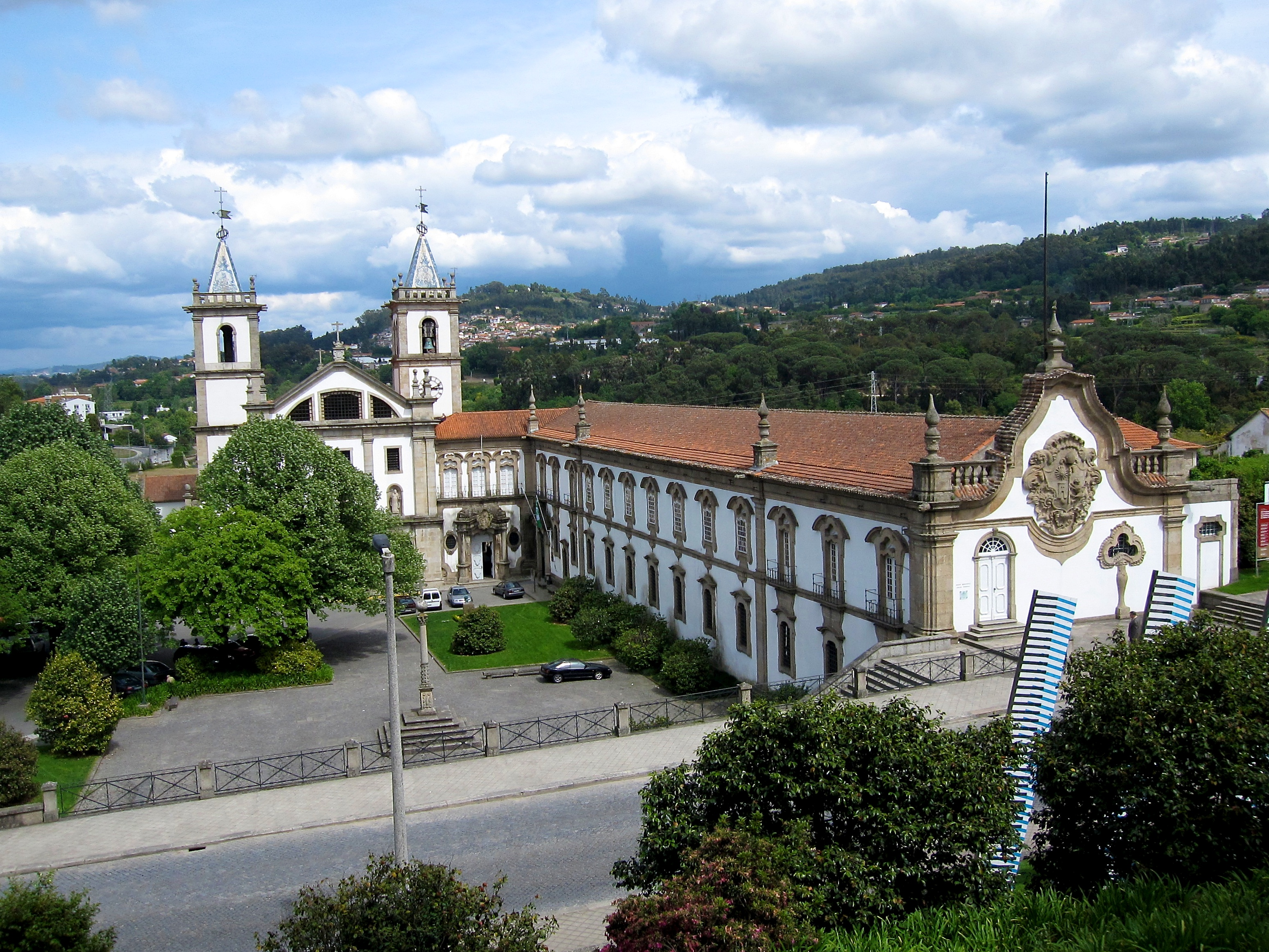
Mosteiro de São Bento, onde está instalada a Escola Profissional Agrícola Conde de São Bento

A Escola Profissional Agrícola Conde São Bento é uma instituição de ensino profissional portuguesa, localizada em Santo Tirso. A escola encontra-se instalada no Mosteiro de São Bento, classificado como Monumento Nacional.
A instituição utiliza as antigas quintas do Mosteiro, junto à margem esquerda do rio Ave, e no sopé do Monte Córdova.

## História
Por volta de 1312 o Conde Martim Gil de Barcelos deixou, em testamento, uma enorme quantia aos monges de S. Bento para que construíssem uma igreja. Desta, resta o atual claustro da igreja paroquial. Em 1650 já estaria construído o segundo claustro com chafariz ao centro, hoje integrado na escola.
Até aos finais do século XVIII a igreja foi recebendo benfeitorias. O jardim de Santo António e o muro junto ao rio com os seus alpendres são de 1801.
Em 1834 são extintas todas as ordens religiosas e os monges acabam por se dispersar. O mosteiro e todas as suas terras passam para o estado que as vendeu a José Pinto Soares. Em 1882, este conjunto foi, adquirido pelo então Visconde de São Bento, elevado a Conde em 1886 — Manuel José Ribeiro — o Conde de São Bento.
Este pretendeu que fosse criado, nas denominadas Quintas do Mosteiro, uma Escola Asilo Agrícola, o que o seu sobrinho, José Luís de Andrade, usufrutuário dos seus bens, realizou em 21 de Fevereiro de 1894, cedendo à Santa Casa da Misericórdia de Santo Tirso o usufruto da Quinta de Dentro e de Fora e da Coutada de Burgães, para aí se criar a Escola Asilo Agrícola do Conde de S. Bento, que visava receber órfãos e abandonados do concelho, aos quais seria ministrado o ensino primário agrícola.
Em 1911 a Misericórdia cedeu o usufruto ao Estado que, interessado em desenvolver o ensino agrícola, se compromete a respeitar determinadas cláusulas, entre elas, a conservação da lápide existente na entrada.
Em Outubro de 1915, o estabelecimento passou a chamar-se Escola Prática de Agricultura Conde de São Bento.
Pela Portaria 608/79 de 22 de Novembro passou a designar-se Escola Secundária Conde de São Bento. No ano letivo de 1992/1993 a Escola passou a chamar-se Escola Profissional Agrícola Conde de São Bento. Esta escola pública, cedida ao estado em 1913 dá início a cursos profissionais de Técnico de Produção Vegetal, Técnico de Produção Animal e Técnico de Viticultura. No ano seguinte deu-se início ao curso Técnico de Gestão Ambiental.
Em 2013, a escola celebrou o seu centenário com uma série de eventos, incluindo a mostra fotográfica «O Conde S. Bento na Cidade», homenageando o Conde de São Bento, e o Museu do Leite, cobrindo as técnicas de produção de leite ao longo dos últimos cem anos.
Em 2014, a Escola foi melhorada com várias instalações de apoio, representando um investimento global de 1,6 milhões de euros por parte da Câmara Municipal de Santo Tirso, incidindo sobre construções edificadas na Quinta de Fora, em terrenos da Misericórdia de Santo Tirso, representando um esforço conjunto entre as três instituições. A obra inseriu-se no Plano de Regeneração Urbana (PRU) das margens do Ave, sendo comparticipada por fundos comunitários, com 25% do custo total suportado pela autarquia.
A Quinta de Fora compõe-se de dois edifícios, a Casa de Sequeiró e um edifício mais pequeno ao lado da eira, onde decorrerão as vertentes mais práticas dos cursos de hotelaria e turismo, mantendo-se a escola nas instalações do Mosteiro. Na Casa de Sequeiró funcionará o Centro de Educação Ambiental, um auditório, salas de aulas e de exposições/eventos. Na casa mais pequena, contígua à eira, funcionará uma cozinha pedagógica, zona de restaurante, balneários e áreas técnicas. As instalações contam com elevadores, permitindo o acesso a pessoas com mobilidade reduzida.

## A Escola

### Vacaria
Na Vacaria da Escola Profissional Agrícola Conde de S.Bento encontramos apenas vacas de raça Hostein Frisien, tal como o próprio nome indica as vacas leiteiras, têm como função produzir leite, este que é utilizado na cantina da escola, na produção do queijo também realizada na nossa escola e para venda do exterior.
Pelo método de inseminação artificial, as vacas têm as suas crias (vitelos), logo só existe produção de fêmeas.
A ordenha faz-se com o recurso de mecanização.

### Passeio dos frades
Este local situa-se junto ao Rio Ave e nele encontram-se 12 coberturas, cujo significado são as 12 estações da Via Sacra.

### Claustros
No centro deste claustro existe um chafariz que trás calma e paz.